# Ladies in Black Aachen
De Ladies in Black Aachen zijn een Duitse volleybalclub uit Aken. Het hele team maakte in 2013 de overgang van de sportclub (met voetbalploeg) Alemannia Aachen naar de sportvereniging Post-Telekom-Sportvereins 1925 Aachen e.V. Die besloot met deze overname ook de naam van het volleyteam te veranderen naar Ladies in Black, ook gebaseerd op de kleur van de spelersuitrusting.
Het in 2013 tot stand gekomen team heeft een eerste damesploeg die actief is in de Deutsche Volleyball-Bundesliga. In 2015 haalde het team het net niet in de bekerfinale voor de DVV Pokal. Het team strandde in het seizoen 2016/17 in de kwartfinales van de Bundesliga playoffs en de DVV Pokal 2016/17. Een jaar later eindigden ze als derde in het Duitse kampioenschap. In het seizoen 2018/19 bereikten ze de halve finale zowel in de DVV-Pokal 2018/19 als in de Bundesliga playoffs. De Ladies in Black Aachen waren ook actief in de CEV Challenge Cup.
Hoofdtrainer van 2016 t/m 2020 is de Nederlandse Saskia van Hintum. In 2018 werkte ze ook daarnaast als assistent-trainer van het Duitse nationale team en nam ze deel aan het WK in Japan. Sinds het einde van 2019 is ze ook coach van het Zwitserse vrouwenelftal.
Vanaf het seizoen 21/22 is Guillermo Gallardo de hoofdtrainer.
De sporthal van het team voldoet niet aan de Europese regels.  Om die reden wordt voor internationale wedstrijden uitgeweken naar de hal van Greenyard Maaseik. Heel wat Nederlandse en Belgische dames speelden of spelen voor het team waaronder Kirsten Knip, Femke Stoltenborg, Yvon Beliën, Britt Bongaerts, Nika Daalderop, Jodie Guilliams, Nicole Oude Luttikhuis, Aziliz Divoux, Lynn Blenckers, Tessa Polder, Marrit Jasper en Eline Timmerman.